# يان جوفري
يان جوفري (بالفرنسية: Yann Jouffre)‏ (مواليد 23 يوليو 1984 في مونتيليمار - فرنسا) لاعب كرة قدم فرنسي يلعب حاليا لصالح نادي الدرجة الأولى لوريان الفرنسي منذ 2008 في مركز الوسط المحوري .

## روابط خارجية
- يان جوفري على موقع قاعدة بيانات كرة القدم.إي يو (الإنجليزية)
- يان جوفري على موقع ليكيب (الفرنسية)
- يان جوفري على موقع Soccerway.com (الإنجليزية)
- يان جوفري على موقع كووورة
- يان جوفري على موقع AS.com (الإسبانية)